# Villa Stein
Villa Stein (anche nota come villa de Monzie o les Terrasses) è un'abitazione progettata nel 1927-1928 da Le Corbusier e ubicata a Garches, nel dipartimento Hauts-de-Seine, in Francia.

## Storia
La villa Stein, importantissimo capitolo non solo della riflessione architettonica lecorbusierana ma dell'intero movimento moderno, fu realizzata a Garches, comune francese nella regione dell'Île-de-France, alla periferia di Parigi, su commissione di Madame Gabrielle de Monzie e del marito Michael Stein.
Fu un incarico assolutamente prestigioso per Le Corbusier, che poté così contare su committenti dal grande spessore culturale, vicini alle sue idee e benestanti abbastanza per poterle effettivamente concretare. La progettazione della dimora, iniziata nella primavera del 1926, si arrestò nell'estate dell'anno successivo, quando prese effettivamente avvio il cantiere; la costruzione dell'intero complesso si concluse nel 1928, anno in cui gli Stein poterono effettivamente insediarvisi e arredarla con i loro arredi rinascimentali e le loro preziose stoffe orientali. Nel 1935 la casa fu quindi venduta a un banchiere norvegese, Signor Steen, il quale a sua volta la cedette al genero: da quest'ultimo, infine, la villa Stein passò al presente proprietario, che suddivise gli interni in maniera radicale, convertendo ciò che era stato una casa unifamiliare in cinque appartamenti. Della villa Stein, dunque, non rimane oggi che l'involucro edilizio: ciò malgrado continua a essere una tappa importante nell'opera di Le Corbusier e, per questo motivo, degna di essere protetta in quanto monument historique.
Vale infine la pena osservare che la villa Stein è conosciuta con numerosi nomi. «Garches» deve le proprie origini alla sua ubicazione geografica; «Les Terrasses», invece, fu l'elegante nome attribuitole da Le Corbusier, il quale tuttavia nel proprio oeuvre la riportò come villa de Monzie, o addirittura nei propri schizzi progettuali come villa Stein-de Monzie.

## Descrizione
La villa Stein costituisce una delle traduzioni più sistematiche dei cinque punti di una nuova architettura enunciati da Le Corbusier nel suo capolavoro teorico Vers une architecture. L'abitazione, infatti, si costituisce come un aggregato di tre solai in cemento armato sorretti da un sistema di esili pilotis, posti a intervalli di 3.50 metri da un lato e a distanze alternate di 5.00 e 2.50 metri dall'altro: con l'adozione di questi attacchi a terra puntiformi Le Corbusier rende il suolo completamente permeabile a qualsiasi tipo di percorso e, sopraelevandola dal terreno, conferisce autonomia alla struttura.
La copertura di villa Stein, in accordo con i cinque punti summenzionati, non è inoltre trattata come un mero aggregato di tegole, bensì viene resa lussureggiante e vivibile con l'insediamento di una terrazza inerbita protetta da setti murari e impreziosita da una torre ellittica dalle preziose qualità scultoree, intesa in origine per occultare un serbatoio d'acqua. Con quest'escogitazione - il toit-terrasse, appunto - Le Corbusier restituisce la copertura alla fruizione degli Stein, che se ne possono così servire per effettuare piacevoli passeggiate panoramiche in quota, con vista su Parigi. La scala di metallo che conduce al tetto-giardino, inoltre, presenta chiari rimandi all'architettura navale, particolarmente amata da Le Corbusier in quanto paradigmatica della modernità.
Sempre in ottemperanza dei cinque punti, inoltre, Le Corbusier libera la villa Stein dalla schiavitù planimetrica dei setti portanti. L'uso dei pilastri nella progettazione, infatti, ha consentito all'architetto di poter distribuire le pareti interne ed esterne secondo le proprie preferenze progettuali e, per questo motivo, di emancipare le piante e i prospetti dalla struttura, articolandoli a proprio piacimento. La sedimentazione dei vari ambienti si sviluppa in verticale: al piano terra vi è l'ingresso principale (sovrastato da una tettoia a sbalzo), l'entrata di servizio (coperta da un balcone), il garage e gli ambienti destinati alla servitù. Due scale connettono il piano terra con il primo piano, che accoglie il salotto e la cucina; questi due ambienti sono separati da un tramezzo curvilineo e, inoltre, il salotto è sopraelevato rispetto all'ingresso e comunicante con la terrazza. Il secondo piano è destinato alla zona notte, con le varie camere da letto che si snodano creando una successione spaziale morbida, sinuosa, ma che con un'accorta differenziazione garantisce la privacy ai vari nuclei famigliari ivi insediati.
Di grande interesse anche i prospetti della villa, tagliati in tutta la loro lunghezza da finestrature che svuotano l'angolo della sua valenza strutturale e consentono un'interazione più diretta tra esterno e interno. Sempre i prospetti, inoltre, sono animati da un gioco nascosto ma rigoroso di proporzioni che razionalizzano l'insieme: questa intelaiatura armonica ha spinto molti critici ad avvicinare la villa Stein alle architetture palladiane, con particolare riferimento alla villa Foscari di Mira. Malgrado questo pregnante riferimento alla classicità, tuttavia, villa Stein è un'opera innegabilmente moderna, moderna a tal punto che Le Corbusier decise di associarla all'automobile (machine à habiter) impersonando sé stesso nel film L'architettura oggi e percorrendone il viale sterrato a bordo della propria autovettura Voisin.